# Nigning

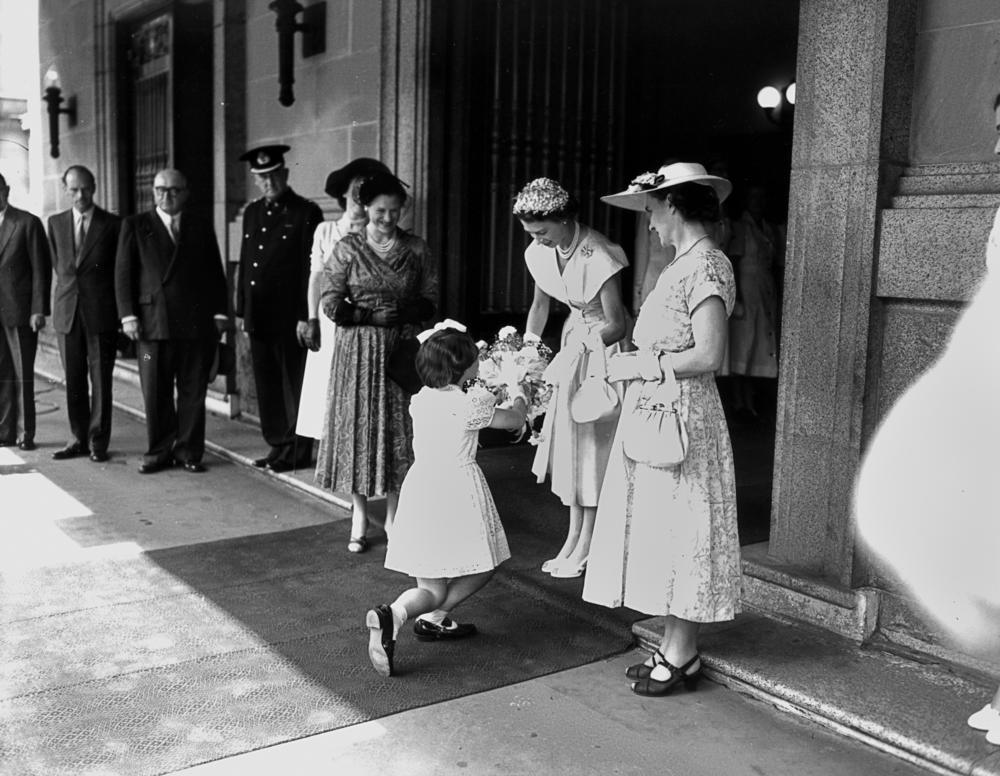
En flicka niger för drottning Elizabeth II i Brisbane, mars 1954.

En nigning är en traditionell västerländsk hälsningsgest utförd av kvinnor och flickor där den nigande böjer benen vid knäna. Ibland böjs även huvudet. Den manliga motsvarigheten är en bugning. 

## Bruk
Nigning kan användas vid hälsning på en annan person av högre rang, exempelvis då en yngre hälsar på en äldre, eventuellt samtidigt som man tar i hand. Bruket har på många håll i västvärlden blivit mindre vanligt men förekommer vid vissa tillfällen, bland annat mottagande av en gåva eller utmärkelse samt inför högre uppsatta personer, särskilt en monark eller annan medlem av kungafamilj. Ibland niger också sörjande då de vid begravning hälsar på den döda. Nigning förekommer även vid applådtack på operahus men är inte vanlig på talteatrar. Desmond Morris menar att rörelserna i nigning och bugning fram till 1600-talet var kombinerade i en i princip könsneutral rörelse, som sedan separerades till två olika. 
Texasnigningen (engelska: Texas Dip) är en extremt djup bugning som utförs av Texas-debutanter vid den formella introduktionen på International Debutante Ball på Waldorf-Astoria. Debutanten sänker sakta sin panna mot golvet genom att korsa vristerna, böjer sedan sina knän och sjunker ned. När huvudet närmar sig kjolen vänds det åt sidan, för att inte riskera att fläcka den med läppstiftet. Hon får hjälp att komma upp via kavaljerens hand. 
Historiskt sett var nigning en akt av underkastelse och vördnad som utfördes av kvinnor för personer med högre status: adliga kvinnor neg för kungliga kvinnor, ogifta kvinnor neg för gifta kvinnor, yngre kvinnor för äldre kvinnor. 
Så sent som under 1870-talet förekom det i Sverige att kvinnor ur allmogen neg eller till och med föll på knä för adliga kvinnor och kysste deras kjolfåll.
I Sverige är det inte längre allmänt förekommande att kvinnor niger utan det förknippas kanske främst med flickor som förväntas niga för vuxna. Inte heller vid det svenska hovet är längre så kallad hovnigning vanlig. En viktig händelse för detta var då svenska ministern Ulla Lindström inte utförde någon hovnigning för Storbritanniens drottning Elizabeth II vid ett statsbesök i Sverige i juni 1956.
Knix är, i mer vardagligt språk, en hastig och lätt nigning.

## I folktro

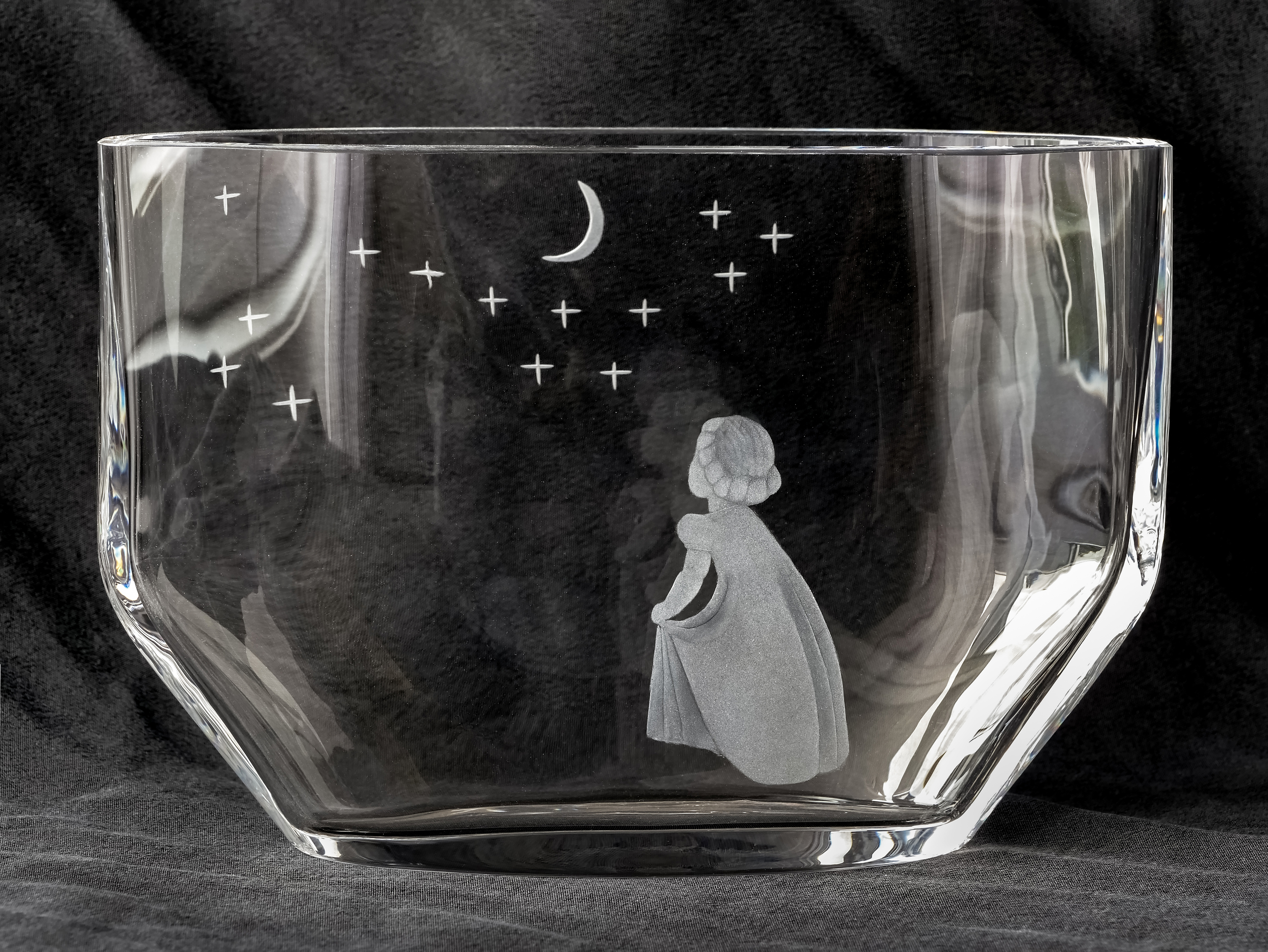
Flickan under nymånen efter Bo Bergmans dikt i Livets ögon 1922. Graverad vas från Orrefors glasbruk formgiven av Edvin Öhrström, 1956.

En nigning kan även vara en del av en ritual eller besvärjelse i folktro. Enligt tradition kan en ung flicka niga för den första nymånen efter nyår för att få veta något om sin blivande make. En annan sed är att niga för den första sädesärlan man ser på våren; ett sätt att visa artighet mot en fågel som ses som en s.k. "märkesfågel" vars beteende användes för önskningar och spådomar. En nigning eller bugning ansågs också vara ett sätt att hålla sig väl med hyllemor, ett väsen som bor under fläderträd, när man skulle ta blommor eller grenar från ett sådant träd.